# Trușești (Botoșani megye)
Trușești település Romániában, Botoșani megyében.

## Fekvése
A DN 29D úton kelet felé fekvő település.

## Története
Trușești falu környéke ősidők óta lakott hely, az itt feltárt gazdag bronz- és vaskori lelőhely igazolja. 
A település mellett álló Cozancea remetekolostor 1656-ban épült.